# Az Országos Társadalombiztosító Intézet székháza
Az Országos Társadalombiztosító Intézet székháza egy budapesti középület.

## Története
A Budapest VIII. kerületében, a Fiumei út 19. szám alatti 1912–1913-ban épült a székház art déco stílusban először a Budapest Kerületi Munkásbiztosító Székházaként. Később lett az 1927-ben létrejött Országos Társadalombiztosító Intézet székháza. Tervezője Komor Marcell és Jakab Dezső volt. Az épület bauxitbetonból készült. 1930–1931-ben egy újabb épületszárnyat készítettek hozzá ugyancsak Komor Marcell és Jakab Dezső tervei szerint, illetve egy hatalmas, 73 méter magas, 18 emeletes tornyot is kialakítottak. Hatalmas mérete miatt „Budapest első felhőkarcolójának” is nevezték a székházat.
A második világháborúban az épület kisebb sérüléseket szenvedett. 1945 után helyreállították. A tornyot 1969-ben biztonsági okokra való hivatkozással elbontották. Jelenleg „csak” egy 11 emeletes csonk látható belőle. Az 1990-es évekre az épület állapota erősen leromlottá vált, ezért 2002–2004-ben a Kreatív 2000. Kft. tervei alapján a Baucont Rt. felújította. Az épületben jelenleg a Magyar Államkincstár társadalombiztosítási és családtámogatási szakterülete és a Budapest Főváros Kormányhivatala Nyugdíjbiztosítási Főosztálya működik.

## Képtár

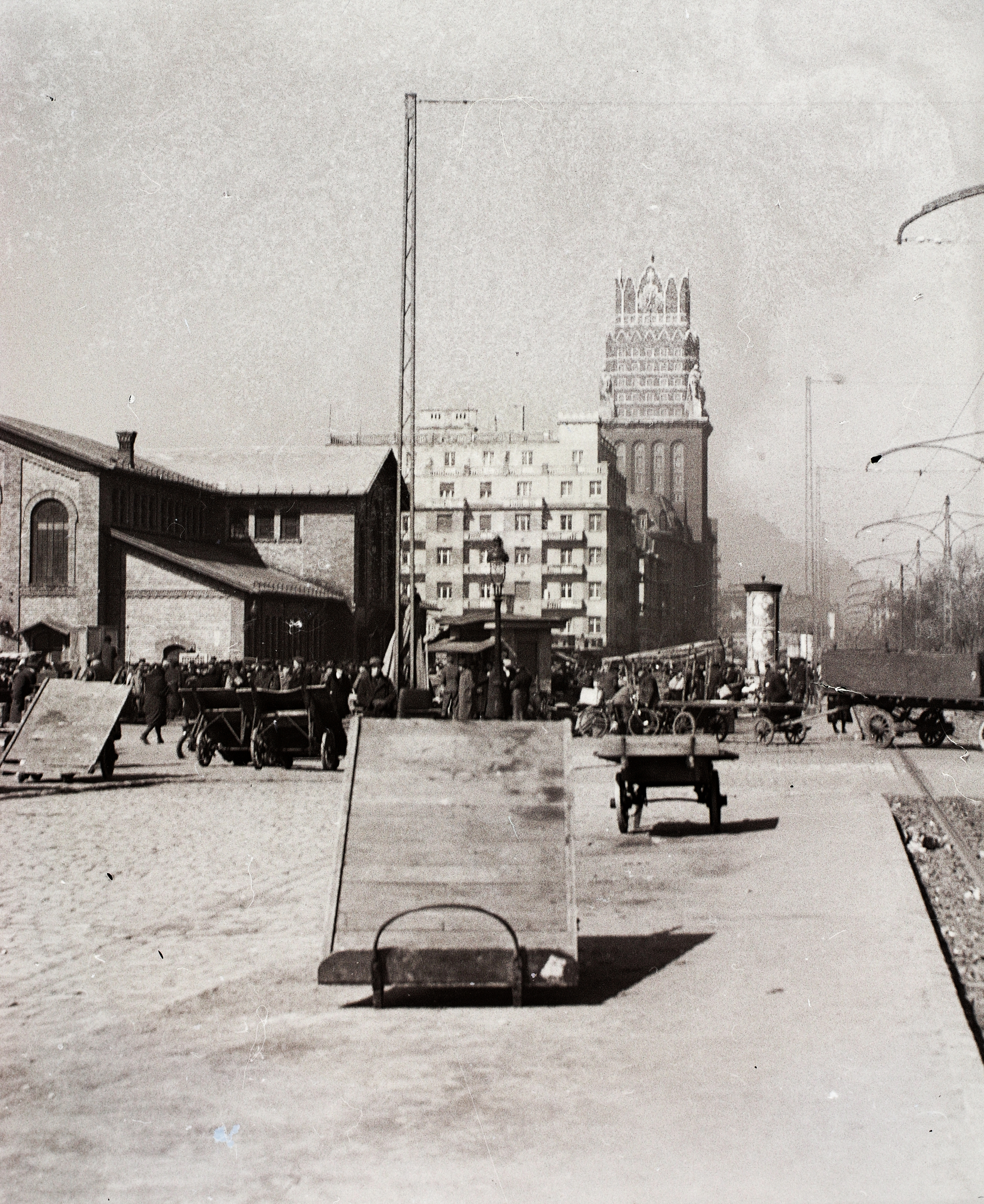
Az épület tornya egy 1940-es évekbeli fényképen
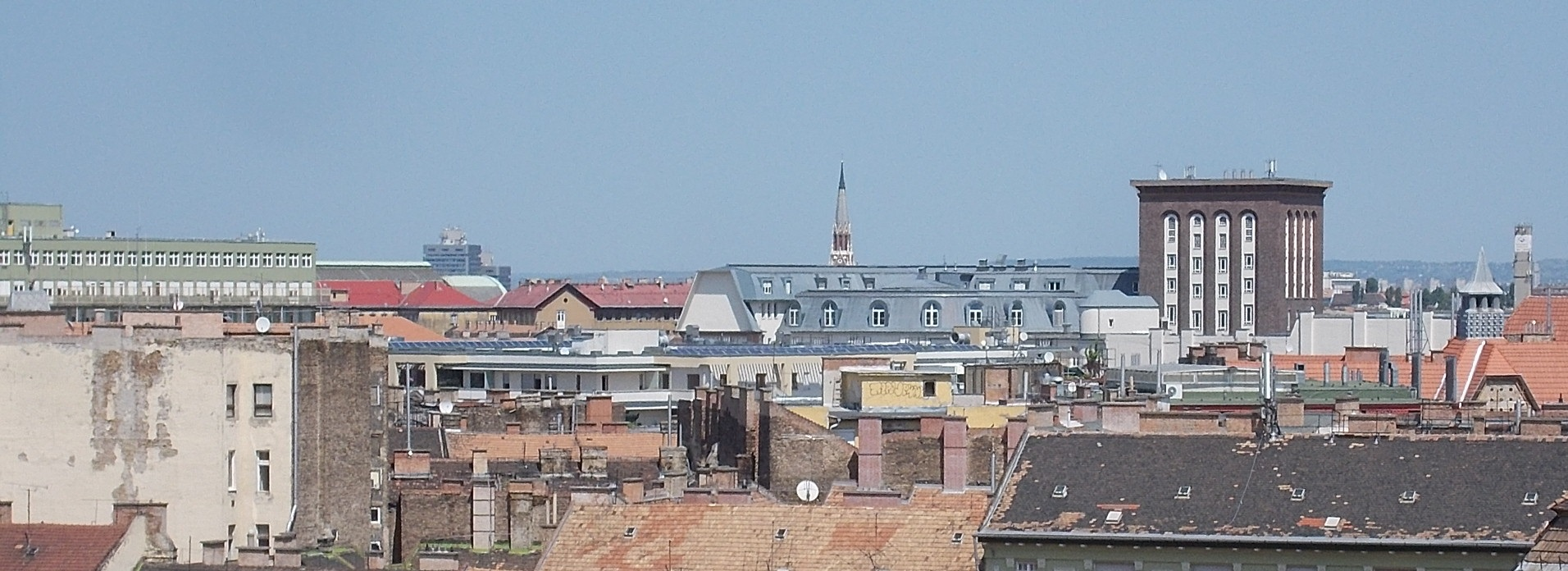
A toronycsonk is kiemelkedik a környezetéből
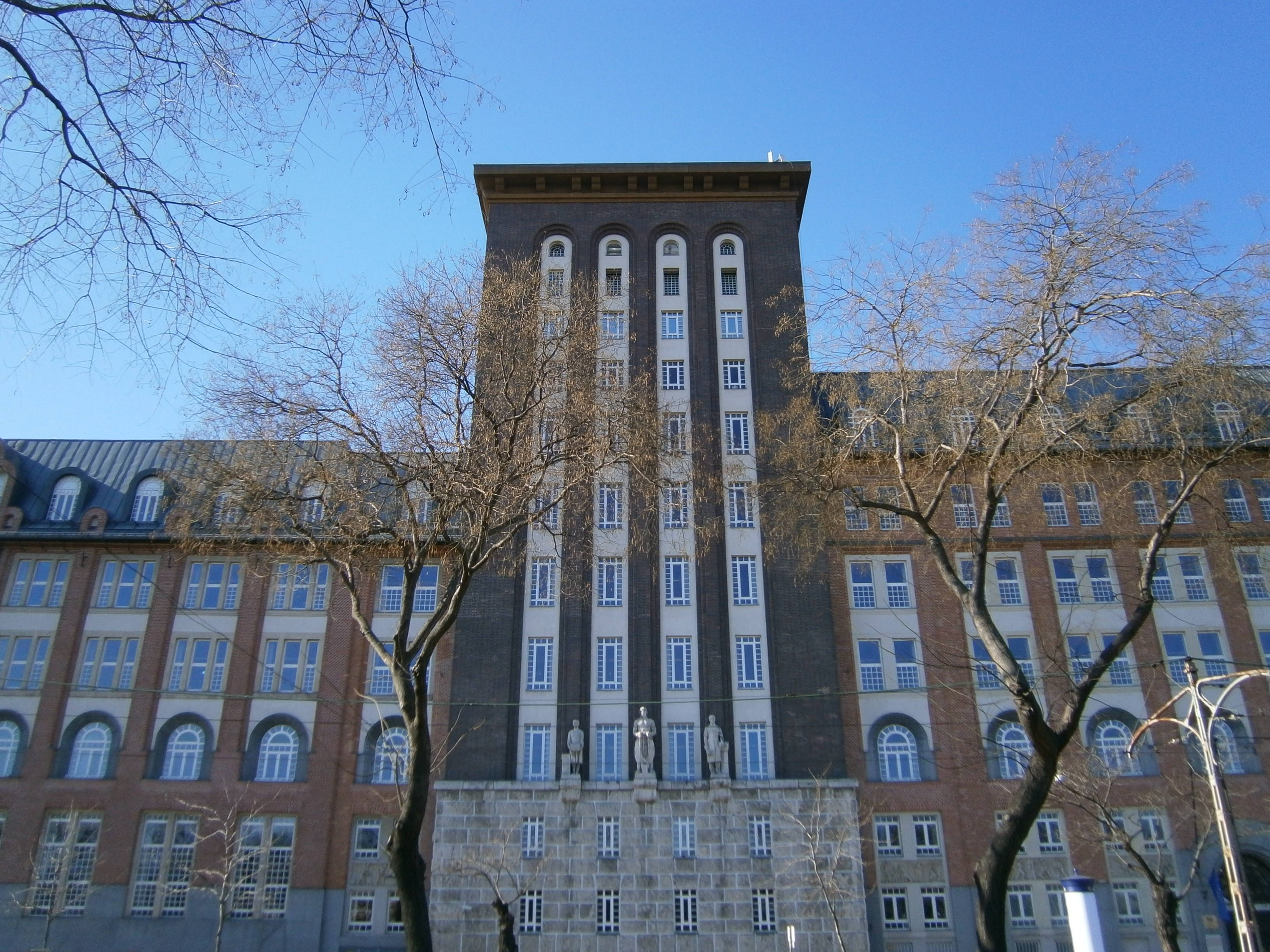
A főhomlokzat
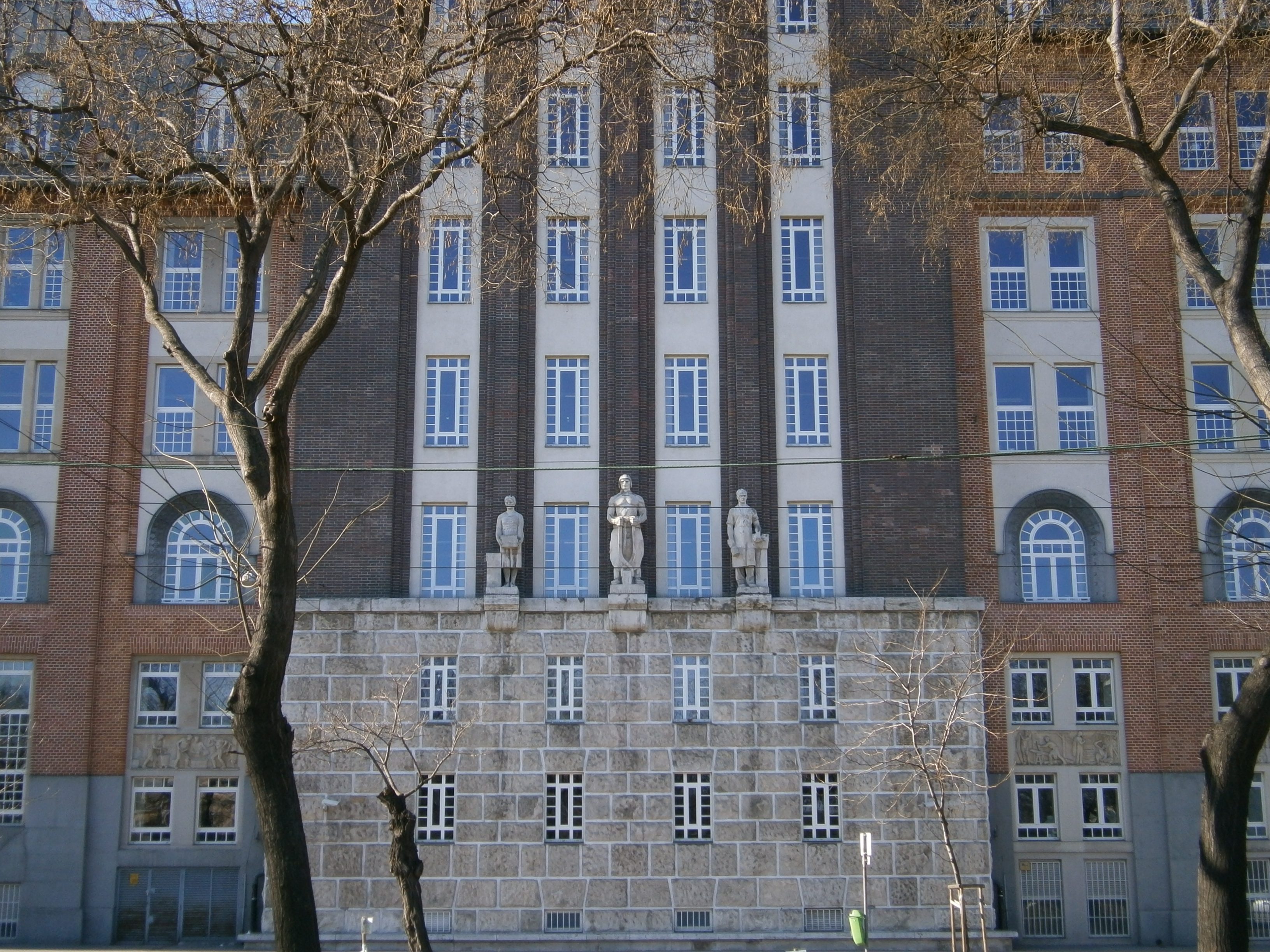
A főhomlokzat egyes részei közelről
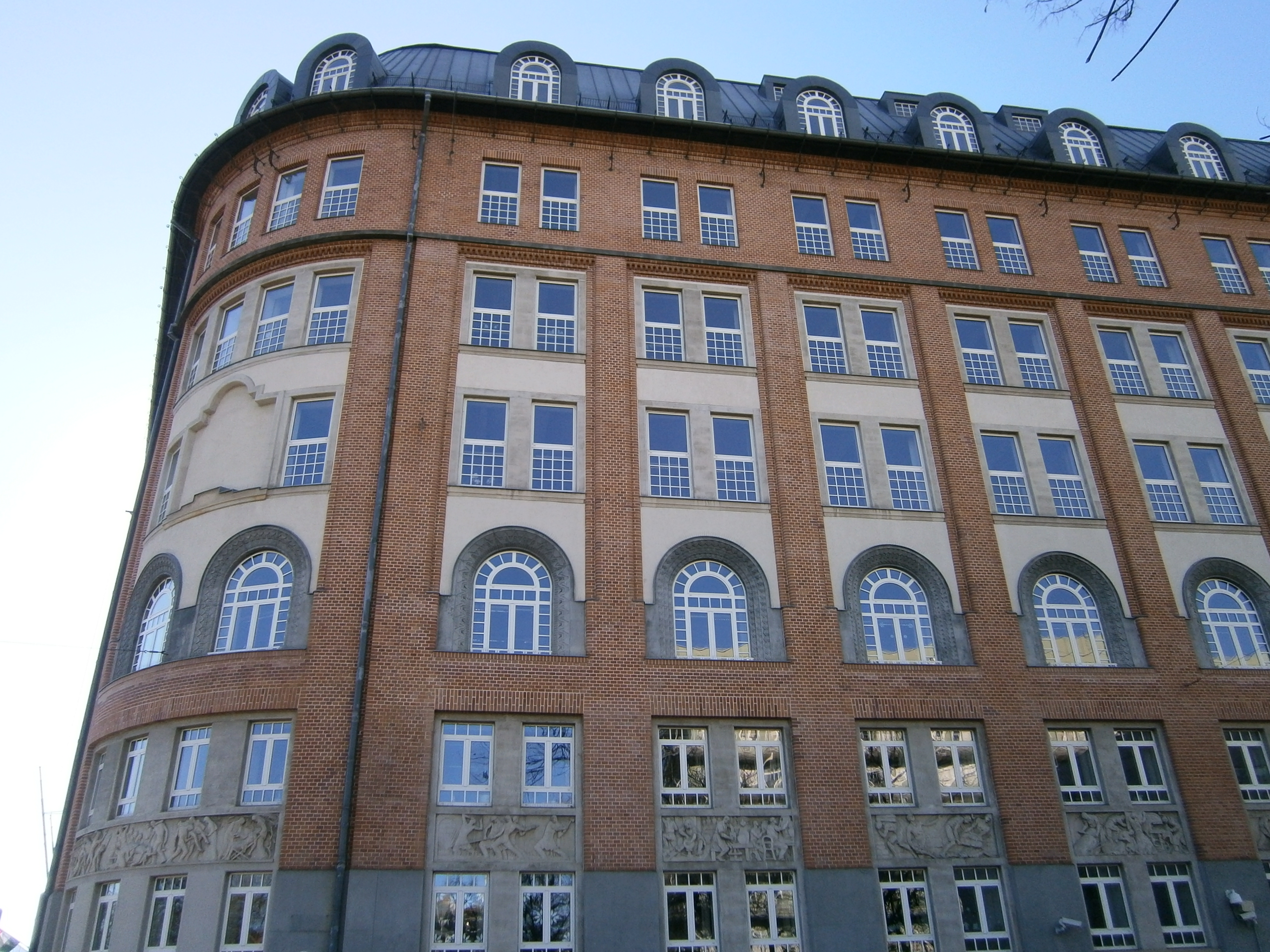
Az épület sarka
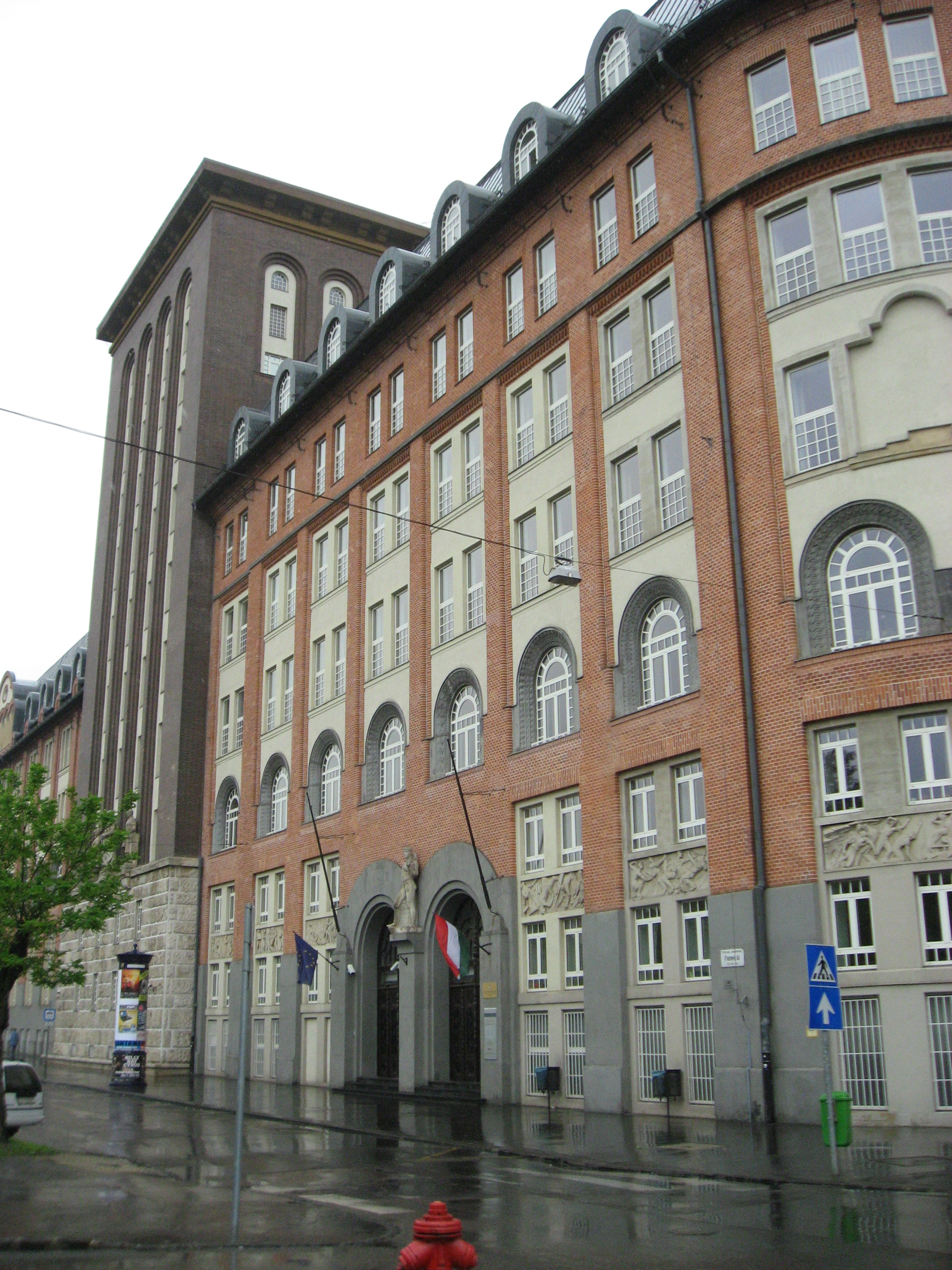
Az épület a fal mellől nézve
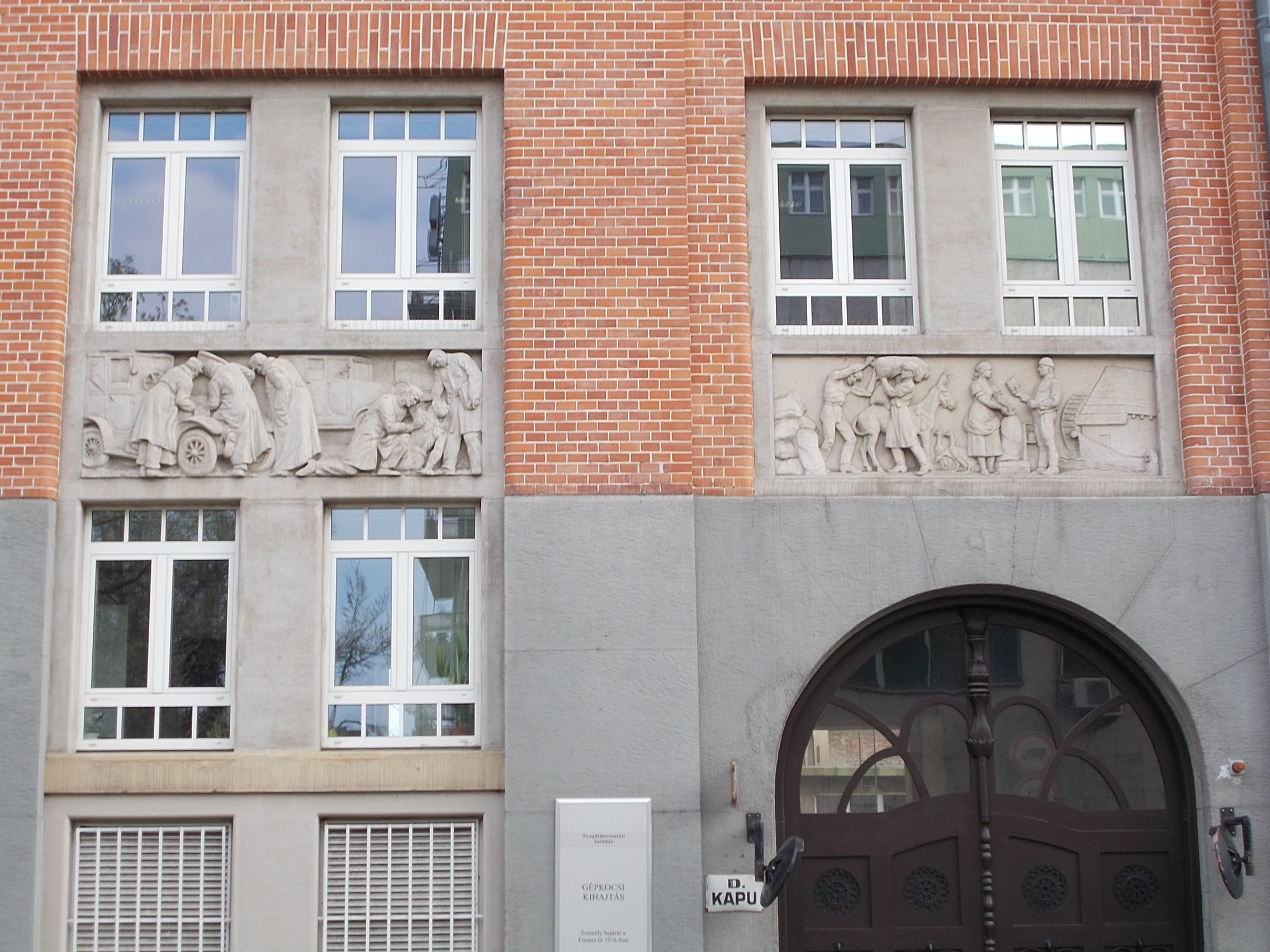
Kapurészlet
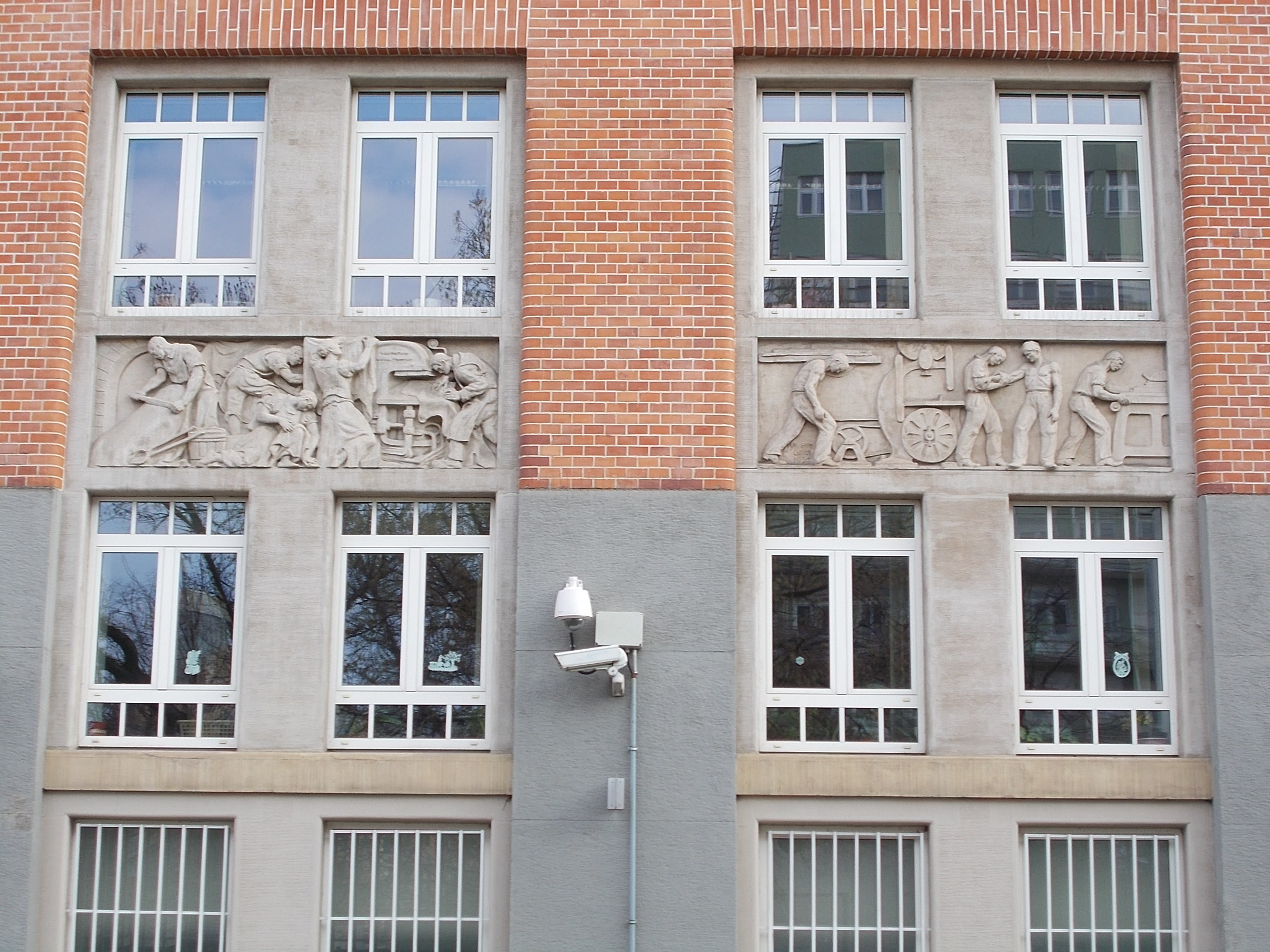
Ablakok
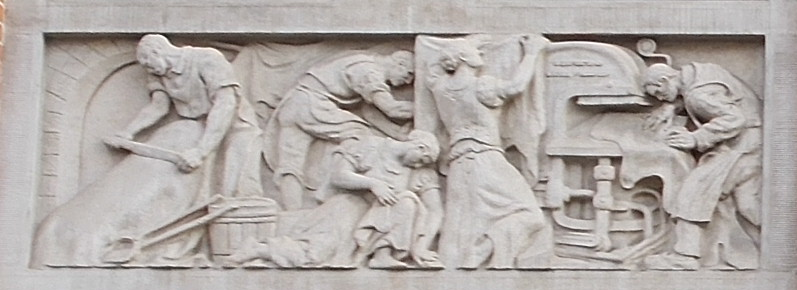
Domborművek
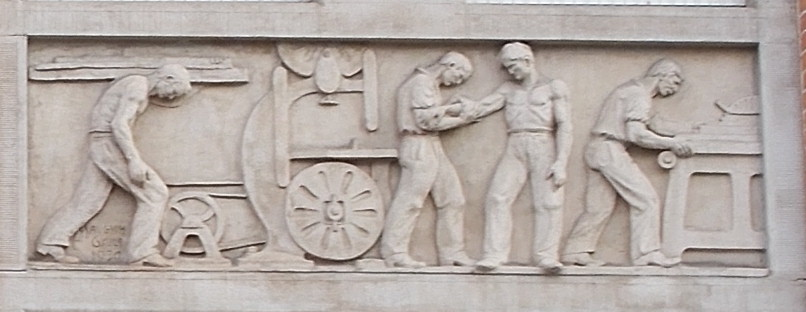
Domborművek